# İkizdere
İkizdere je město, obec a okres provincie Rize na severovýchodě Turecka. Místo bylo dříve známo jako Dipotamos nebo Kuray-ı Sab a na svůj dnešní turecký název přejmenováno ve 40. letech 20. století. Jak původní řecké Dipotamos, tak turecké İkizdere znamená v překladu „dvouříčí“, název je odvozen od faktu, že se město nachází na soutoku řek Çamlık a Cimil.

## Historie
Území bylo součástí Byzantské říše a později Trapezuntského císařství, v té době v İkizdere existoval klášter.
V roce 67 př. n. l. tudy vedl římský konzul Gnaeus Pompeius Magnus vojenské tažení proti pontskému králi Mithridatovi. Podle římských historiků, kteří cestovali s armádou, byli obyvatelé, žijící v údolí İkizdere obeznámeni s účinky místního medu (Pontský med). Med s vysokou hladinou toxických látek z pylu a nektaru rostlin Rhododendron ponticum má omamné účinky, konzumace 5 až 30 g medu způsobí u lidí příznaky otravy. Většina procházejících římských vojáků konzumovala med a byli omámeni, poté byli přepadáni a zabíjeni. Během útoků bylo zabito více než 1800 římských vojáků.
V průběhu první světové války bylo město İkizdere dva roky okupováno Ruskem.

## Demografie
V roce 2019 žilo v okrese İkizdere 7135 obyvatel, ve stejnojmenné obci pak 1883 obyvatel. Obyvatelstvo okresu tvoří Lazové, Hemşini, Turkové a řečtí muslimové. Zdejší neturkické obyvatelstvo konvertovalo k islámu během osmanského období a během populačních výměn mezi Řeckem a Tureckem nebylo tedy vysídleno.

Vývoj populace okresu İkizdere
Populační pyramida okresu İkizdere
Vývoj populace obce İkizdere

## Geografie

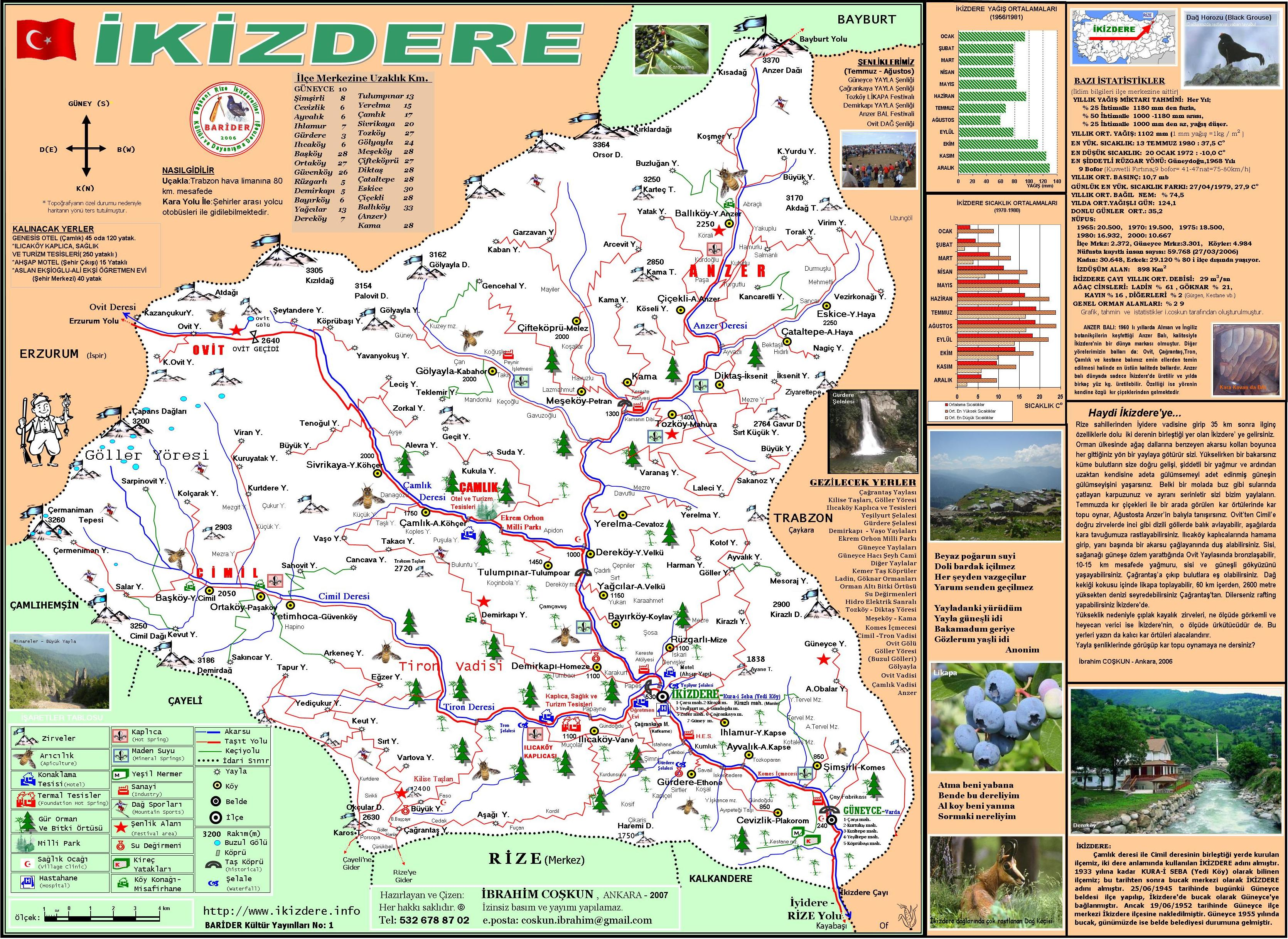
Mapa okresu

Okres se nachází na severní straně Pontského pohoří, svažující se k Černému moři. Území okresu tvoří hluboká údolí řek Çamlık (İyidere) a Cimil, které se ve městě stékají a vytvářejí řeku İyidere. Svahy údolí jsou zalesněné smíšenými a jehličnatými lesy tvořenými smrkem východním, bukem východním a jedlí kavkazskou. V podrostu a při horní hranici lesa jsou četné porosty pěnišníků. Nad hranicí lesa se nachází alpínské louky využívané jako letní pastviny (yayly). Na svazích nízko nad údolím řeky İyidere v severní části okresu jsou četné čajové plantáže. Okres je známý také produkcí medu, na jihovýchodě okresu v okolí vesnice Anzer (Balıköy) produkovaný Anzerský med patří k nejdražším a nejoceňovanějším v Turecku.
Místopisné názvy v okrese byly turkifikované ve 40. letech 20. století. Nicméně dodnes jsou zde běžně používané původní lazské, řecké a hemşinské místopisné názvy namísto oficiálních tureckých.

## Doprava
Město İkizdere se nachází na hlavní silnici D925, která vede z pobřeží Černého moře do provincie Erzurum. Na trase je vybudovaný horský dálniční tunel Ovit Dağı Tüneli, dlouhý 14,3 km, nejdelší dvoutubusový tunel v zemi. Při otevření roku 2018 to byl pátý nejdelší silniční tunel na světě. Vybudováním tohoto tunelu byl umožněn celoroční provoz.